# Elecciones provinciales de Tierra del Fuego de 2011
Las elecciones generales de la provincia de Tierra del Fuego, Antártida e Islas del Atlántico Sur de 2011 tuvieron lugar entre junio y julio del mencionado año con el objetivo de renovar la totalidad de las instituciones provinciales y municipales de la provincia para el período 2011-2015. Se debía elegir al gobernador y vicegobernador, así como a los 15 diputados de la Legislatura Provincial, y a los intendentes y miembros de los Concejos Deliberantes de los tres municipios de la provincia (Ushuaia, Río Grande y Tolhuin).
Después de la disolución de la Afirmación para una República Igualitaria (ARI), partido al que pertenecía la gobernadora Fabiana Ríos, en la provincia por un distanciamiento entre la mandataria y la líder nacional del partido, Elisa Carrió, Ríos fundó el provincial Partido Social Patagónico (PSP), de carácter regionalista y progresista, y se presentó a la reelección por dicho partido. Su principal competidora sería Rosana Bertone, del oficialista a nivel nacional Frente para la Victoria. La Unión Cívica Radical (UCR) presentó a Ariel Pagella y el Partido Justicialista (PJ) a Adrián Fernández, aunque se predijo que la competencia sería esencialmente entre Ríos y Bertone. El Movimiento Popular Fueguino (MOPOF), que se retiró de la contienda gubernativa, obtuvo 3 escaños.
La primera vuelta de las elecciones se realizó el 26 de junio y dejó al Frente para la Victoria como la primera fuerza provincial con un 46.73% de los votos para Bertone en la elección gubernativa y la mayoría simple de la legislatura con 5 de las 15 bancas. Ríos se ubicó en segundo lugar con el 36.82% y su partido obtuvo solo 2 diputados. Pagella obtuvo el 7.51% y Fernández el 6.12%, con la UCR recibiendo 3 diputados y el PJ 2. Los otros candidatos no superaron el 2% de las preferencias, y la participación fue de un bajo 66.30% del electorado. La segunda vuelta entre Ríos y Bertone se realizó el 3 de julio, Ríos logró invertir el resultado tal y como hizo en la anterior elección con un 50.66% contra el 49.34% de Bertone, una diferencia de tan solo 946 votos. La participación en la segunda vuelta fue casi exactamente la misma, con tan solo 6 personas más que votaron con respecto a la primera vuelta.

## Reglas electorales
Las elecciones se realizaron bajo la constitución provincial de 1991, y bajo la Ley Electoral Provincial 201/94. La misma establece que los cargos de Gobernador y Vicegobernador se eligen directamente por el electorado de la provincia en fórmula única, por mayoría absoluta de votos con la provincia como distrito único para un mandato de cuatro años, reelegibles una sola vez consecutivamente. Si ninguna de las fórmulas obtuviera esa mayoría, se realizará una segunda vuelta electoral entre las dos fórmulas más votadas en la primera, dentro de los quince días siguientes, quedando consagrada la que obtuviese el mayor número de sufragios. Tierra del Fuego es uno de los pocos distritos argentinos que prohíben constitucionalmente que las elecciones provinciales coincidan con las nacionales, debiendo estas estar separadas por un intervalo de tres meses.
Los legisladores provinciales, que son quince, se eligen directamente. Se aplicará el sistema de representación proporcional, método D'Hondt con un piso del (5%) de los votos válidos emitidos. Los legisladores serán electos de acuerdo con el orden de lista y número de votos para cada uno, según el sistema de tachas. El sistema de tachas se aplica conjuntamente con el proporcional (método D'Hondt), de modo que el número de votos obtenidos determina el número de bancas que corresponderá a cada partido en la Legislatura. Las tachas contenidas en las boletas utilizadas para votar, establecerán el orden de designación de los candidatos a elegir, modificando el orden impreso en ellas, el que sólo se aplicará en los casos de empate. No se considerarán las tachas efectuadas a cada candidato que no superen el (50% +1 voto) del total de los votos válidos emitidos en favor de la lista que lo propuso.
El gobernador y los legisladores electos asumen sus cargos el 17 de diciembre del año de su elección, siendo junto con Tucumán (cuyas autoridades asumen el 29 de octubre), las únicas dos provincias argentinas cuyas autoridades provinciales no asumen el 10 de diciembre.

## Resultados

### Gobernador y Vicegobernador
| Fórmula                            | Fórmula                            | Partido/Alianza                    | Partido/Alianza                    | Partido/Alianza                    | 1ª vuelta | 1ª vuelta | 2ª vuelta | 2ª vuelta |
| Gobernador                         | Vicegobernador                     | Partido/Alianza                    | Partido/Alianza                    | Partido/Alianza                    | Votos     | %         | Votos     | %         |
| ---------------------------------- | ---------------------------------- | ---------------------------------- | ---------------------------------- | ---------------------------------- | --------- | --------- | --------- | --------- |
| Fabiana Ríos                       | Roberto Crocianelli                |                                    | Partido Social Patagónico          | Partido Social Patagónico          | 23.683    | 36,82     | 36.201    | 50,66     |
| Rosana Bertone                     | Martín Alejandro Pérez             |                                    |                                    | Frente para la Victoria            | 17.635    | 27,42     |           |           |
| Rosana Bertone                     | Martín Alejandro Pérez             |                                    | Kolina                             | 7.009                              | 10,89     |           |           |           |
| Rosana Bertone                     | Martín Alejandro Pérez             |                                    | Unión por Tierra del Fuego         | 5.413                              | 8,42      |           |           |           |
| Rosana Bertone                     | Martín Alejandro Pérez             | Total Bertone-Pérez                | Total Bertone-Pérez                | Total Bertone-Pérez                | 30.057    | 46,73     | 35.255    | 49,34     |
| Ariel César Pagella                | Paulino Baltasar Jesús Rossi       |                                    |                                    | Unión Cívica Radical               | 3.912     | 6,08      |           |           |
| Ariel César Pagella                | Paulino Baltasar Jesús Rossi       |                                    | Proyección Vecinal                 | 919                                | 1,43      |           |           |           |
| Ariel César Pagella                | Paulino Baltasar Jesús Rossi       | Total Pagella-Rossi                | Total Pagella-Rossi                | Total Pagella-Rossi                | 4.831     | 7,51      |           |           |
| Adrián Darío Fernández             | Mabel Caparrós                     |                                    | Partido Justicialista              | Partido Justicialista              | 3.935     | 6,12      |           |           |
| José Carlos Martínez               | María Rosa Martín                  |                                    | Nuevo Encuentro Popular            | Nuevo Encuentro Popular            | 1.120     | 1,74      |           |           |
| Roque Luis Martinelli              | Horacio Oscar Miranda              |                                    | Sociedad Justa                     | Sociedad Justa                     | 696       | 1,08      |           |           |
|                                    |                                    |                                    |                                    |                                    |           |           |           |           |
| Votos válidos                      | Votos válidos                      | Votos válidos                      | Votos válidos                      | Votos válidos                      | 64.322    | 86,51     | 71.456    | 96,07     |
| Votos en blanco                    | Votos en blanco                    | Votos en blanco                    | Votos en blanco                    | Votos en blanco                    | 8.280     | 11,14     | 2.259     | 3,04      |
| Votos anulados                     | Votos anulados                     | Votos anulados                     | Votos anulados                     | Votos anulados                     | 1.749     | 2,35      | 622       | 0,84      |
| Votos recurridos                   | Votos recurridos                   | Votos recurridos                   | Votos recurridos                   | Votos recurridos                   |           |           | 22        | 0,03      |
| Votos impugnados                   | Votos impugnados                   | Votos impugnados                   | Votos impugnados                   | Votos impugnados                   |           |           | 20        | 0,03      |
| Total de votos                     | Total de votos                     | Total de votos                     | Total de votos                     | Total de votos                     | 74.351    | 100       | 74.379    | 100       |
| Votantes registrados/participación | Votantes registrados/participación | Votantes registrados/participación | Votantes registrados/participación | Votantes registrados/participación | 112.151   | 66,30     | 112.151   | 66,32     |
| Fuente:                            |                                    |                                    |                                    |                                    |           |           |           |           |

### Legislatura
| Partido                            | Partido                                   | Votos   | %     | Escaños | +/-         | Candidatos |
| ---------------------------------- | ----------------------------------------- | ------- | ----- | ------- | ----------- | --- |
|                                    | Frente para la Victoria (FpV)             | 7.097   | 13,09 | 3/15    | 1           | Ver candidatos: 1. Myriam Noemí Martínez 2. Reinaldo Héctor Tapia 3. Juan Carlos Arcando 4. Norma Martínez 5. José Anatolio Ojeda 6. Walter Javier Abregú 7. Prima Colque Muruchi 8. Gustavo Luis Poleri 9. Matías David Rodríguez 10. Gloria del Carmen González Pacheco 11. Juan Alberto Mancini Loiacono 12. María Cristina Visic 13. Carlos Raúl Cabrera 14. Liliana Patricia Vargas 15. Roberto Héctor Aquino                                     |
|                                    | Unión Cívica Radical - Proyección Vecinal | 6.999   | 12,91 | 3/15    | 1           | Ver candidatos: 1. Juan Felipe Rodríguez 2. Pablo Daniel Blanco 3. Liliana Martínez Allende 4. Ricardo Alberto Prinos 5. Silvia Gladis Godoy 6. Liliana del Valle Abascal 7. Verónica Clara Molinari 8. Fernando Daniel Beltrami 9. Leticia Inés Rojas 10. Francisco Roque Fernández 11. Ana María Bongiovanni 12. Carlos Ramón Arrieta Tello 13. Marcela Patricia Iribarren 14. José Pedro Vedia 15. Enrique Leopoldo Gallo                           |
|                                    | Movimiento Popular Fueguino               | 6.153   | 11,35 | 3/15    | Sin cambios | Ver candidatos: 1. Damián Alberto Löffler 2. Jorge Andrés Lechman 3. Claudia Gabriela Andrade Tenorio 4. María Olinda Vargas 5. Jorge Gabriel Chocron 6. Luis María Cohen 7. Beatriz del Carmen Guichapani Nehue 8. José Daniel González 9. Gissel Teresita Bertotto Collazo 10. Hugo Daniel Parodi 11. Néstor José Campos 12. Marisol Ximena Hernández Oyarzo 13. Mónica Susana Urquiza 14. Daniel Fernando Pedrozo 15. Héctor Antonio Stefani        |
|                                    | Partido Social Patagónico (PSP)           | 4.602   | 8,49  | 2/15    | 4           | Ver candidatos: 1. Fabio Adrián Marinello 2. Amanda del Corro 3. Gerardo Chekherdemian 4. Luis Víctor Vaccarelli 5. Ana Carmen Villanueva 6. Daniel Alejandro León 7. María Cristina Aguado Casal 8. Osvaldo Julio Monti 9. Nancy Beatriz Ferrero 10. Guillermo Néstor Augusto Gómez 11. Daniel Larroude 12. Sergio Daniel Araque 13. Gloria Noemí González 14. Adrián Pedro Rosas 15. Carla Patricia Ayala                                            |
|                                    | Partido Justicialista (PJ)                | 4.553   | 8,40  | 2/15    | 2           | Ver candidatos: 1. Néstor Eduardo Barrientos 2. Marta Susana Siracusa 3. Carlos Darío Gómez 4. Ercilio Héctor Verón 5. Rafael Aníbal Choren 6. Laura Patricia Paz 7. Rubén Federico Hibauza 8. René Damián Erazu 9. Mirtha Felisa Oriz 10. Raúl Osvaldo Martelli 11. Patricio Apaza 12. Vicenta Cenaida Molina 13. Ladislao Rojas Arispe 14. Rolando Adrián Chiavassa 15. Elena Brígida Páez                                                           |
|                                    | Partido Popular (PP)                      | 4.281   | 7,90  | 2/15    | 2           | Ver candidatos: 1. Marcelo Adrián Liendo 2. Laura Susana Rojo 3. Ángel Roberto Crizo 4. Estela Noemí Godoy 5. Darío Eduardo Vieitez 6. Juan Miguel Rivadeo 7. María Elena Navas 8. José María Rosales 9. Miguel Juan Slavik 10. Zulma Beatriz Pereira 11. Héctor Marcelo Ochea 12. José Manuel Canio 13. Darío Edgardo Britos 14. Mirta Gloria Torres 15. Gabriel Alejandro Ventre                                                                     |
|                                    | Compromiso Provincial                     | 3.116   | 5,75  | 0/15    | Sin cambios | Ver candidatos: 1. Mario Domingo Daniele 2. Juan Carlos Pino 3. Bárbara Eugenia Ibarra 4. Horacio Francisco Rizzo 5. Julio Reinaldo Reyes 6. Mabel Beatriz Vera 7. Eduardo Gabriel Mateu Boeri 8. Pedro Altamiranta 9. José Ignacio Garro 10. Mónica Patricia Aguirre 11. Pablo Adolfo Villarroel 12. Marcelo Alejandro Cheuquel 13. Carlos Orlando Llamas 14. Julia Quiroga 15. Leila Ayelén Inostroza                                                |
|                                    | Partido Federal Fueguino (PFF)            | 2.551   | 4,71  | 0/15    | Sin cambios | Ver candidatos: 1. Alejandro Héctor Bertotto 2. Alejandro Rafael de la Riva 3. Mónica Ester Obreque 4. Alejandra Cristina Rowland 5. Susana María del Valle Bulchi 6. Nicolás Domingo Caranchi 7. Ramón Taborda Strusiat 8. Ana Claudia Biott 9. Luis Alejandro Padin 10. Glenda Mariángeles Lemos Pereyra 11. Carlos Ernesto Cubas 12. Georgina Alejandra Núñez Calderón 13. Marcela Edith Gómez 14. Cayetano Vilca 15. Cecilia Marta Alfaya          |
|                                    | Nuevo Encuentro Popular (NEP)             | 2.105   | 3,88  | 0/15    | Sin cambios | Ver candidatos: 1. Verónica Cecilia de María 2. Leonardo Ariel Gorbacz 3. Élida Deheza 4. Víctor Hugo Díaz 5. Alcides Nahuel Mieres 6. Graciela María Tibaudin 7. Juan José Gómez 8. Héctor Aníbal Dávila 9. Mónica Barrionuevo 10. Eduardo Alberto Pelatay 11. Gonzalo Benito Zamora 12. Luz María Scarpati 13. Ricardo Claudio Oviedo 14. Marcelo Alejandro Prado 15. Marta Margarita Stuker                                                         |
|                                    | Movimiento Obrero                         | 1.969   | 3,63  | 0/15    | Sin cambios | Ver candidatos: 1. Luis del Valle Velázquez 2. Jorge Adrián Herrera 3. Graciela Fernanda Gaita 4. Juan Guillermo Herrera 5. Natalia Lorena Ponce 6. Elvio Milcíades González 7. Albertino Octavio Barria Muñoz 8. Jaime Esteban Vargas 9. Silvia Graciela Safreiter 10. Francisco Segundo Andrade 11. Víctor Hugo Cáceres 12. Jaqueline Beatriz Pacheco 13. Luis Oscar Ponce 14. Liliana Graciela Licciardi 15. Diana Élida Velazco                    |
|                                    | Unión Pueblo del Sur                      | 1.737   | 3,20  | 0/15    | Sin cambios | Ver candidatos: 1. Ricardo Alberto Wilder 2. Mónica Cecilia Altube 3. Miguel Ángel Arana 4. Verónica Lorena Villarroel Soto 5. Carlos Alberto Bonetti 6. Jorge Osvaldo Spineta 7. Alejandra Paola Ruiz Leiva 8. Gregorio Ignacio Quintero 9. Guillermo Javier Navarro 10. Thelma Estela Piñero 11. Ramón Alberto Díaz 12. Walter Germán Leguiza 13. Claudia Patricia Fernández 14. Gustavo Adrián Donoso 15. María Mercedes Chamorro                   |
|                                    | Unión Celeste y Blanco (UCyB)             | 1.728   | 3,19  | 0/15    | Sin cambios | Ver candidatos: 1. Darío Daniel Rojas 2. Omar Enrique Cores 3. Andrea Ana Medina 4. Eduardo Gustavo Trotti 5. Raúl Antonio Guerrero 6. Ana María Sosa Almeira 7. Claudia Elizabeth Linarello 8. Cristina Domínguez 9. Leonela Gisele Beamonte 10. Mónica Noelia Ramos Sánchez 11. Matías Romero 12. Carmelo Lionel Pérez 13. Oscar Alberto Alarcón 14. Ana Milada Cerveny 15. Roberto César Brizuela                                                   |
|                                    | Unión por Tierra del Fuego                | 1.541   | 2,84  | 0/15    | Sin cambios | Ver candidatos: 1. Federico Ricardo Bilota Ivandic 2. Natalia Anabel Hiloska 3. Nello Ángel Catalán Magni 4. Carlos Gastón Núñez Olivera 5. Rafael Antonio Mondaca 6. María Laura Tagle 7. Daniel Alejandro Sacks 8. María Alicia Ponce 9. Elba Marina Padin 10. Noelia Beatriz Ortiz Bazán 11. Roberto Alejandro Stefanizzi 12. Guadalupe Lucía Matteazzi 13. Héctor Pablo Scarafoni 14. Julio César Barreto 15. Laura Patricia Vázquez               |
|                                    | Kolina                                    | 1.383   | 2,55  | 0/15    | Sin cambios | Ver candidatos: 1. Susana Antonia Donatti 2. Yolanda Eva Díaz 3. Carlos Alberto Vivas 4. Miguel Ángel Luis Pessolani 5. Sandra Elizabeth Sánchez 6. Ramón Ignacio Rodríguez 7. Graciela Noemí Esperón 8. María Angélica García 9. Marco Aurelio Martínez 10. Marcelo Néstor Reynoso 11. Cristina del Carmen Gómez 12. Luis Héctor Cortarello 13. Martín Héctor Rodríguez 14. Rosalía Matilde Bruno 15. Bernardo José Marcelo Muñoz                     |
|                                    | Ahora Tierra del Fuego                    | 920     | 1,70  | 0/15    | Sin cambios | Ver candidatos: 1. José Samuel Godoy 2. Eduardo Daniel Cabral 3. Daniela Yanel Salazar 4. Leonardo Héctor Ramírez 5. Hugo Horacio Ilarregui 6. Carlos Agustín Brizzini 7. Julio Alberto Tejada 8. María Eliana Salazar 9. Humberto Dionisio Sánchez 10. Adolfo Alberto Durigutti 11. Elbio Fabián Gordillo 12. Celia Noemí Sánchez 13. Raúl Oscar Beauvais 14. Elena Marisel Franco 15. Adriana Alicia Domínguez                                       |
|                                    | Propuesta Republicana (PRO)               | 904     | 1,67  | 0/15    | Sin cambios | Ver candidatos: 1. Carlos Gastón Roma 2. Ricardo Hugo Chiarvetto 3. Claudia Lorena Rosende 4. Fernando Gustavo Quinteros 5. Mario Luis Álvarez 6. Paola Andrea Martínez 7. Hernán César Moreira 8. Néstor Eduardo Colombo 9. Irene del Carmen Godoy 10. Hugo Martín Caranchi 11. Cristian Daniel Rojas 12. Andrea Verónica González Valle 13. Sebastián Eduardo Ferrari 14. Fabián Marcelo Flores 15. Nélida Fernanda Gaillard                         |
|                                    | Convergencia Federal                      | 826     | 1,52  | 0/15    | Sin cambios | Ver candidatos: 1. Marcelo Juan Romero 2. Liliana Graciela Preli 3. David Sergio Ricardo Pavlov 4. José María Zabala 5. Saturnina Quiroga 6. Alicia Érica Paola Morea 7. Andrea Silvia Avedano 8. Lourdes Soledad Gorostegui 9. Arturo Federico Almirón 10. Zenovia García 11. Paola Andrea Bowyer 12. Silvio Evalgelista dos Santos 13. Nora Emilce López 14. Natalia Gabriela Podwiazny 15. Adriana Celeste Arteaga García                           |
|                                    | Partido Unión y Libertad (PUL)            | 721     | 1,33  | 0/15    | Sin cambios | Ver candidatos: 1. Joaquín Méndez 2. Walter Fernando Daga 3. Silvia Beatriz Vargas 4. Luis Manuel Alejandro Barria 5. Miguel Ángel Robles 6. Cristian Eduardo Cárdenas 7. Pedro Guillermo Janko 8. Mariana del Rosario Cruz 9. Santos Aníbal Calizaya 10. Rossana Raquel Álvarez 11. Ivana Daniela Tejeda 12. Carlos Gabriel Guzmán 13. Laura Corolina Daga 14. David Antonio Chia 15. Mónica Susana González                                          |
|                                    | Sociedad Justa                            | 515     | 0,95  | 0/15    | Sin cambios | Ver candidatos: 1. Andrea Verónica Fagúndez Jonjic 2. Pedro Carlos Maidana 3. Juan Cruz Semino 4. Claudia Roxana Visic Fuentes 5. Laura Margarita Elisabet Martínez 6. José María Buey 7. Luis Ceferino Leguizamón 8. Deidamia Mabel Zalazar 9. Antolina Florencia Gerónimo 10. Claudio Ariel Jofre 11. Viviana Patricia Chinchilla 12. Néstor Rodolfo Cardoso 13. Norma Beatriz Martínez 14. Santa Catalina Vallejos 15. Cecilia de Lourdes Casarotto |
|                                    | Movimiento de Control Ciudadano           | 500     | 0,92  | 0/15    | Sin cambios | Ver candidatos: 1. Ricardo Andrés Romano 2. Beatriz Luján Ruiz 3. Héctor Osmar Promet 4. Graciela Silvana Weichzel 5. Martín Clemente Carballo 6. Josefina Del Carmen Galván 7. Miguel Ángel Montenegro 8. Norma Isabel Amadore 9. Ariel Elías Contreras 10. Beatris Mauricia Quety 11. José Roberto Sánchez 12. Carolina Nielsen 13. José Adrián Montoya 14. Laura Lorena Isabel Parra 15. Daniel Fernando Sosa                                       |
|                                    |                                           |         |       |         |             | |
| Votos válidos                      | Votos válidos                             | 54.201  | 72,89 |         |             | |
| Votos en blanco                    | Votos en blanco                           | 18.157  | 24,42 |         |             | |
| Votos anulados                     | Votos anulados                            | 2.004   | 2,69  |         |             | |
| Total de votos                     | Total de votos                            | 74.362  | 100   |         |             | |
| Votantes registrados/participación | Votantes registrados/participación        | 112.151 | 66,31 |         |             | |
| Fuente:                            |                                           |         |       |         |             | |